# Amphipoea intermedia
Amphipoea intermedia är en fjärilsart som beskrevs av Heydemann 1931. Amphipoea intermedia ingår i släktet Amphipoea och familjen nattflyn. Inga underarter finns listade i Catalogue of Life.